# Thomsonfly
Thomsonfly anteriormente conocida como: Euravia y después: Britannia Airways, era una aerolínea británica de vuelos regulares y chárter. Thomsonfly fue la primera etapa de los planes de TUI AG para expandir su negocio dentro de TUI UK antes de septiembre de 2007. Después de que TUI UK se fusionara con First Choice Holidays en septiembre de 2007, pasó a formar parte de TUI Travel PLC. La nueva compañía de vacaciones continuó con ambas aerolíneas internas (Thomsonfly y First Choice Airways) durante el invierno de 2007 y el verano de 2008 hasta que las dos se fusionaron el 1 de noviembre de 2008 como Thomson Airways .
Thomsonfly Limited tenía una licencia de operación tipo A de la Autoridad de Aviación Civil del Reino Unido que le permitía transportar pasajeros, carga y correo en aeronaves con 20 o más asientos.

## Historia

### Como "Euravia"
La aerolínea fue establecida como Euravia (Londres) por el empresario británico TED Langton y el consultor de aviación JED Williams el 1 de diciembre de 1961. Fue fundada en un momento de considerable agitación para el sector independiente de la industria de operadores aéreos británicos, durante los primeros 1960, varias empresas sufrieron graves dificultades financieras e incluso fueron llevadas a la bancarrota. Al decidir iniciar operaciones, la empresa obtuvo rápidamente las licencias necesarias de la Junta de Licencias de Transporte Aéreo, certificados de aeronavegabilidad para sus aeronaves de la Junta de Registro Aéreo y un Certificado de Operador Aéreo del Ministerio de Aviación. Estas solicitudes no estuvieron exentas de dificultades, ya que Euravia tenía la distinción de que se le denegaron más licencias que otras dos aerolíneas juntas; esto se debió al hecho de que la empresa colocó una mayor cantidad de solicitudes que cualquier aerolínea británica, a excepción de British United Airways (BUA). 
El 1 de abril de 1962, Euravia estableció su base de operaciones inicial en el aeropuerto de Luton ; El 13 de abril, se entregó el primer avión de la aerolínea, un Lockheed Constellation , para certificación y capacitación. Desde el principio, Euravia se benefició de su estrecha asociación con la compañía de viajes turísticos inclusivos Universal Sky Tours. El 5 de mayo de 1962, Euravia inició operaciones de vuelo, utilizando un lote inicial de tres Constelaciones para realizar vuelos en nombre de Universal Sky Tours. Al cabo de diez días, la operación supuestamente estaba en el punto de equilibrio; un mes después, la flota inicial de la empresa estaba operando a su máxima tasa de utilización planificada. 
El 5 de octubre de ese mismo año, Euravia se hizo cargo de una aerolínea chárter rival Skyways , una de las aerolíneas independientes más importantes de Gran Bretaña durante la década de 1950 y principios de la de 1960, y la integró en sus operaciones. La adquisición de Skyways no incluyó a Skyways Coach-Air, un asociado de Skyways, establecido a principios de la década de 1950 por Eric Rylands para operar servicios aéreos de bajo costo entre Londres y varias capitales europeas. Tras la adquisición de Skyways por parte de Euravia, Skyways Coach-Air permaneció independiente hasta que Dan-Air se hizo cargo de su sucesor, Skyways International, en 1972. 
El 15 de junio de 1963, Euravia operaba una flota mixta de ocho Constellation y cuatro Avro York. Euravia también asumió el contrato de motor Skyways Pan Am en Londres Heathrow utilizando ex-Skyways Yorks; bajo este acuerdo, uno de estos aviones estaba en espera permanente en Heathrow, listo para volar un motor a reacción de repuesto para rescatar cualquier avión de pasajeros PanAm Boeing 707 que tuviera problemas con el motor. Estos vuelos de rescate se realizaron en lugares tan lejanos como Singapur y Hong Kong. Los otros York se utilizaron para el transporte de carga ad hoc hasta 1965, cuando el último avión G-AGNV voló de Luton a Staverton, Gloucester.para ser una exhibición en el ahora desaparecido museo Skyfame. Al retirarse, este avión se conservó y se exhibió en el museo de la RAF, RAF Cosford.

### Como "Britannia Airways"
El 16 de agosto de 1964, la aerolínea cambió de nombre y se convirtió en Britannia Airways; este nombre fue adoptado para coincidir con el reequipamiento de los antiguos aviones turbohélice Bristol Britannia de la British Overseas Airways Corporation (BOAC) para reemplazar a los Constellations. Sin embargo, el tipo no se usaría por mucho tiempo; durante diciembre de 1970, el último Britannia 102 restante se retiró del servicio, en consecuencia, la aerolínea se convirtió en un operador de jet en este momento. A fines de la década de 1960, Britannia se convirtió en la primera aerolínea chárter en ofrecer asientos asignados, así como comidas calientes a bordo.
A mediados de la década de 1960, Britannia había atraído el interés del magnate de los negocios periodísticos Lord Thomson, quien buscaba una buena perspectiva con la que diversificar sus participaciones comerciales; Thomson también aprobó que las actividades de la compañía sean beneficiosas para el público en general. Como resultado de este interés, durante 1965, Britannia pasó a formar parte de Thomson, a su vez parte de la Organización Internacional Thomson de propiedad canadiense. Esta adquisición fue beneficiosa para las perspectivas de la compañía, incluida la financiación de la adquisición de una nueva generación de aviones de pasajeros a reacción para permitir la rápida transición de Britannia a la era de los aviones a reacción. 
Durante 1968, Britannia comenzó un esfuerzo de reequipamiento que involucraba al entonces nuevo avión de pasajeros Boeing 737-200 ; tuvo la distinción de ser la primera aerolínea europea en operar el tipo. La compra del nuevo y relativamente no probado 737 fue vista como una violación importante de la práctica tradicional; Históricamente, los aviones chárter adquirieron aviones de segunda mano de sus aerolíneas regulares más grandes. Además, las grandes compañías de bandera desconfiaban comparativamente del valor de los aviones de propulsión a chorro, y normalmente optaban por la comodidad y las condiciones de pasajeros de alta calidad en lugar de la velocidad. Esta compra no convencional también fue políticamente controvertida; Sir George Edwards, el presidente de la British Aircraft Corporation (BAC) esperaba que Britannia ordenara el rival BAC One-Eleven y presionó a los funcionarios del gobierno para convencer a la aerolínea de que adquiriera el avión británico en su lugar. Estas tácticas de presión finalmente resultaron ser infructuosas; en 1975, Britannia operaba una flota de 13 Boeing 737.
Para 1972, la aerolínea se había convertido en la más grande de las aerolíneas chárter independientes británicas.  Antes de mediados de la década de 1970, Britannia, al igual que otras aerolíneas chárter británicas de la época, se había concentrado en vuelos de bajo costo a España y el uso de aeropuertos provinciales (aparte de su base de Luton) para brindar sus servicios. Sin embargo, la empresa tenía la ambición de expandirse más allá de esto. Durante 1988, los 767 de Britannia se utilizaron para iniciar vuelos chárter regulares entre Gran Bretaña y Australia, así como a Nueva Zelanda al año siguiente. Entre 1968 y 1984, Britannia transportó a casi 42 millones de pasajeros, mientras que la flota de la compañía creció hasta incluir veintinueve Boeing 737 y un par de 767.
Britannia también se convirtió en la primera aerolínea europea en volar el Boeing 767, que se incorporó a su flota en la década de 1980; El 767 fue el primer avión de fuselaje ancho en entrar en servicio en la flota de la compañía y permitió que Britannia se convirtiera en la primera aerolínea británica de vacaciones en ofrecer a los pasajeros entretenimiento de audio y video gratuito durante el vuelo. 
Durante agosto de 1988, la empresa matriz inmediata de Britannia, Thomson Travel Group, compró Horizon Travel y su aerolínea, Orion Airways , que luego se integró en Britannia.

### Servicio Posterior
Durante la década de 1990, Britannia también comenzó a operar servicios para Skytours y Portland Direct, que también forman parte del Grupo Thomson. Durante este tiempo, Britannia modernizó en gran medida su flota y amplió su red de rutas a destinos de vacaciones en Asia, Canadá, Sudáfrica y Estados Unidos. Durante 1997, el 34% de los vuelos de Britannia se dirigieron a destinos de larga distancia. Para el verano de 1998, las operaciones de Britannia, que en ese entonces estaban centradas en Alemania, Escandinavia y el Reino Unido, operaban una flota mixta de tres Airbus A320, un solo Boeing 737-800, 24 757 y 13 767. 
Se hicieron varios esfuerzos en la expansión europea durante este tiempo. Durante 1997, Britannia formó una subsidiaria de propiedad total, Britannia GmbH, con sede en Alemania para operar vuelos de larga y corta distancia desde aeropuertos en Alemania, Suiza y Austria para operadores turísticos alemanes, volando varios 767-300. El 3 de noviembre de 1997, se realizó el vuelo inaugural de la subsidiaria, volando entre Berlín y la República Dominicana. En un momento, Britannia Airways GmbH empleó a aproximadamente 200 personas y operó 3 Boeing 767-300; sin embargo, esta división fracasó relativamente y finalmente cerró durante marzo de 2001. A principios de 1998, Thomson Travel Group también adquirió la operación de vacaciones escandinava, Fritidsresor Group, junto con su aerolínea Blue Scandinavia, que luego pasó a llamarse Britannia Nordic (desde entonces rebautizada como TUI fly Nordic). 
Además, fue durante esta década que Britannia lanzó varias iniciativas de imagen pública y calidad de servicio, como el curso de vuelo con confianza y una coordinación más cercana del servicio al cliente dentro de Thomson. A principios de la década de 1990, la aerolínea lanzó su marca Royal Service en vuelo para aumentar el perfil de los servicios de alta gama de la compañía, algo similar a los niveles de servicio premium disponibles en las aerolíneas programadas. Fue reemplazada por una marca más nueva, 360, a fines de la década de 1990; este servicio fue catalogado como menos anticuado y con mayor personalidad.

### Fin de la era y "comienzo de Thomsonfly"
Durante 2000, Thomson Travel Group y, por lo tanto, Britannia Airways, fueron adquiridas por TUI Group de Alemania. Como parte de una reorganización más amplia de las operaciones de TUI en el Reino Unido en septiembre de 2004, se anunció que Britannia sería rebautizada como "Thomsonfly".

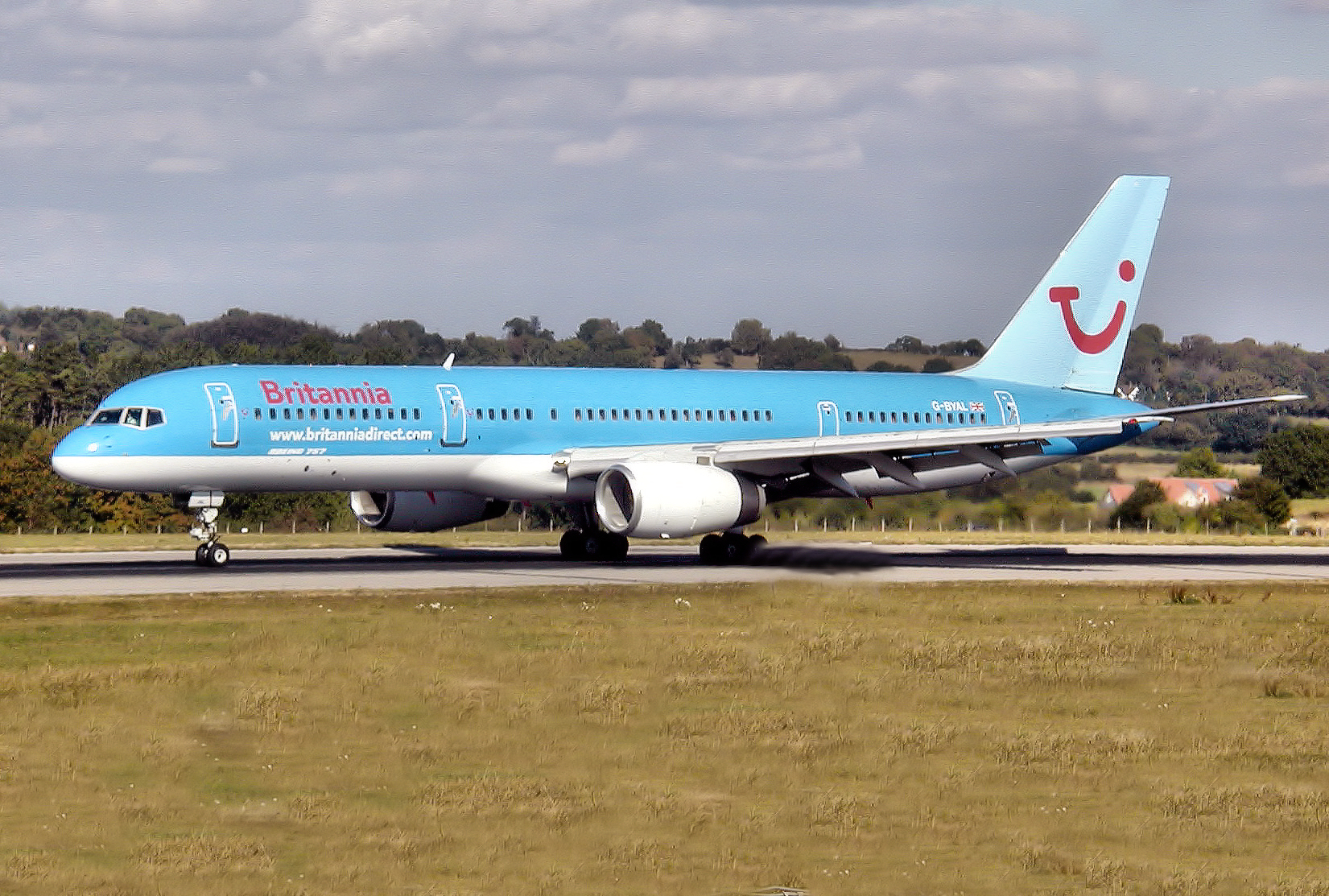
Boeing 757-200 de Britannia Airways

## Flota histórica
Thomsonfly operó, bien como Euravia, Britannia, ThomsonFly o en su propio nombre, la siguiente flota de aeronaves:
| Aeronaves                    | Total | Introducido | Retirado | Matrículas |
| ---------------------------- | ----- | ----------- | -------- | --- |
| Airbus A300                  | 3     | 1989        | 1993     | G-BMZK, G-BMZL y OY-CNA |
| Airbus A320-200              | 6     | 1998        | 2000     | EI-TLE, EI-TLF, EI-TLH, EI-TLJ, EI-TLO y EI-TLR |
| Boeing 707                   | 2     | 1971        | 1985     | G-AYSI y G-AYEX |
| Boeing 720                   | 2     | 1977        | 1979     | TF-VLA y TF-VLC |
| Boeing 737-200               | 45    | 1968        | 1994     | G-AVRL, G-AVRM, G-AVRN, G-AVRO, G-AWSY, G-AXNA, G-AXNB, G-AXNC, G-AZNZ, G-BADP, G-BADR, G-BAZG, G-BAZH, G-BAZI, G-BECG, G-BECH, G-BFVA, G-BFVB, G-BGFS, G-BGNW, G-BGYJ, G-BGYK, G-BGYL, G-BHWE, G-BHWF, G-BJBJ, G-BJCT, G-BJCU, G-BJCV, G-BJXJ, G-BJZV, G-BJZW, G-BKBT, G-BKHE, G-BMMZ, G-BNIA, G-BNYT, G-BONM, G-BOSL, G-BPLA, G-BTZF, G-OSLA, OO-PLH, TF-VLK y TF-VLM |
| Boeing 737-300               | 18    | 1989        | 2009     | G-BLKB, G-BLKC, G-BLKD, G-BLKE, G-BNRT, G-BOLM, G-BOWR, G-THOE, G-THOF, G-THOG, G-THOH, G-THOI, G-THOJ, G-THOK, G-THOL, G-THON, G-THOO y G-THOP |
| Boeing 737-500               | 4     | 2004        | 2008     | G-THOA, G-THOB, G-THOC y G-THOD |
| Boeing 737-800               | 16    | 2001        | 2009     | PH-AAV, PH-ABE, G-CDZH, G-CDZI, G-CDZL, G-CDZM, G-CDZN, G-FDZA, G-FDZB, G-FDZD, G-FDZE, G-FDZF, G-FDZG, G-FDZJ, G-FDZO, G-FDZP, G-FDZR y G-FDZS |
| Boeing 757-200               | 29    | 1991        | 2009     | G-BTEJ, G-BXOL, G-BYAC, G-BYAD, G-BYAE, G-BYAF, G-BYAG, G-BYAH, G-BYAI, G-BYAJ, G-BYAK, G-BYAL, G-BYAM, G-BYAN, G-BYAO, G-BYAP, G-BYAR, G-BYAS, G-BYAT, G-BYAU, G-BYAW, G-BYAX, G-BYAY, G-CDUP, G-OOOX, G-OAHF, G-OAHI, G-OAHK y PH-AAR |
| Boeing 767-200               | 13    | 1984        | 2009     | G-BKPW, G-BKVZ, G-BLKV, G-BNAX, G-BNCW, G-BNYS, G-BOPB, G-BPFV, G-BRIF, G-BRIG, G-BYAA, G-BYAB y ZK-NBJ |
| Boeing 767-300               | 12    | 1998        | 2009     | G-BXOP, G-OBYA, G-OBYB, G-OBYC, G-OBYD, G-OBYE, G-OBYF, G-OBYG, G-OBYH, G-OBYI, G-OBYJ y G-OOAO |
| Bristol Britannia            | 10    | 1964        | 1970     | G-ANBA, G-ANBB, G-ANBD, G-ANBE, G-ANBF, G-ANBI, G-ANBJ, G-ANBL, G-ANBN y G-ANBO |
| Lockheed L-049 Constellation | 4     | 1962        | 1965     | G-ARVP, G-AHEL, G-AHEN y G-AMUP |
| Lockheed L-149 Constellation | 1     | 1962        | 1965     | G-ARXE |
| Lockheed L-749 Constellation | 1     | 1962        | 1965     | G-ANUR |
| Lockheed L-1011 TriStar      | 1     | 1998        | 1999     | TF-ABD |
| Piper PA-28 Cherokee         | 1     | 1995        | 2009     | G-BNMB |

## Accidentes
- Vuelo 263 de Thomsonfly
- Vuelo 226A de Britannia Airways
- Vuelo 105 de Britannia Airways